# Zlatibor Lončar
Zlatibor Lončar (Belgrado, 3 agosto 1971) è un medico e politico serbo, Ministro della salute dal 27 aprile 2014.

## Biografia
Nato a Belgrado, allora capitale della Repubblica Socialista Federale di Jugoslavia, è cresciuto nella città studiandovi per i primi anni. Terminati gli studi si iscrisse alla Facoltà di Medicina dell'Università di Belgrado, terminata nel 1997. L'anno successivo iniziò la specializzazione in chirurgia generale, terminata nel 2003.
Dal 2012 è direttore del centro di emergenza del Centro Clinico di Serbia e dal 2013 è direttore del dipartimento trapianti.

### Carriera politica
Il 27 aprile 2014 è stato nominato dal Primo ministro Aleksandar Vučić come Ministro della salute nel suo primo governo. La sua nomina fu fortemente criticata dai colleghi del KCS sia per la presunta "carenza di abilità" che per sospetti contatti criminali con la mafia serba. Riconfermato nel secondo governo Vučić nel 2016, è stato riconfermato anche nel governo successivo, presieduto da Ana Brnabić.